# Renata Dulian
Renata Dulian (ur. 1963) – polonistka i poetka krakowska, autorka tomików Forsycja zaprasza (1992), Koktajlowe szczęście (1993) i Lustro życia (1994, 1995). Ponadto opublikowała kilkadziesiąt tekstów naukowych i popularnonaukowych. W 1995 obroniła pracę doktorską pt. Peryfrastyczne konstrukcje czasownikowe w języku polskim motywowane słowotwórczo (promotor: Bogusław Dunaj). Pełni funkcję kustosza dyplomowanego w bibliotece Uniwersytetu Papieskiego Jana Pawła II.